# NGC 381
NGC 381 (другое обозначение — OCL 317) — рассеянное скопление в созвездии Кассиопея.
NGC 381 находится примерно в 1148 пк (3740 св. лет) от Солнечной системы, а по последним оценкам, возраст составляет 320 миллионов лет. Кажущийся размер скопления составляет 7,0 угловых минут, что с учётом расстояния даёт максимальный фактический размер приблизительно 7,6 световых лет.
Согласно классификации рассеянных скоплений Роберта Трамплера, NGC 381 содержит менее 50 звёзд (типа p), концентрация которых умеренно мала (III) и величины которых распределены по среднему интервалу (число 2)[прояснить].
Объект обнаружила в 1783 году англо-германский астроном Каролина Гершель.
Этот объект входит в число перечисленных в оригинальной редакции «Нового общего каталога».